# Thurageau
Thurageau település Franciaországban, Vienne megyében. Lakosainak száma 732 fő (2022. január 1.). Thurageau Chouppes, Doussay, Lencloître, Mirebeau, Ouzilly és Saint-Martin-la-Pallu községekkel határos.

## Népesség
A település népessége az elmúlt években az alábbi módon változott:
| Lakosok száma | 817  | 812  | 823  | 814  | 814  | 814  | 787  | 759  | 732  |
|               | 2013 | 2015 | 2016 | 2017 | 2018 | 2019 | 2020 | 2021 | 2022 |